# Hypoisotachis multiceps
Hypoisotachis es un género monotípico de musgos hepáticas de la familia Balantiopsaceae. Su única especie: Hypoisotachis multiceps, es originaria de Brasil.

## Taxonomía
Hypoisotachis multiceps fue descrita por (Lindenb. & Gottsche) R.M.Schust. ex J.J.Engel & G.L.Merr. y publicado en Fieldiana: Botany, New Series 37: 56. 1997.  L 
Sinonimia
- Isotachis coilophylla Herzog
- Jungermannia multiceps Lindenb. & Gottsche[3]